# Cumulus fractus
Cumulus fractus is een wolkensoort en is onderdeel van een internationaal systeem om wolken te classificeren naar eigenschap volgens de internationale wolkenclassificatie. Cumulus fractus komt van het geslacht cumulus, met als betekenis gestapeld en de term fractus komt van gebroken. Door sterke wind kunnen cumuluswolken uiteen gereten worden. Deze wolkensoort beschrijft deze wolkenflarden als snel en voortdurend veranderend van contouren. Ze zijn typisch voor weerfase 6.
De cumulus fractus heeft een sterk gerafelde rand. Door de zeer geringe horizontale afmetingen (kleiner dan 100 meter) kunnen deze wolken niet met de huidige satellieten worden waargenomen omdat de resolutie veel te klein is.

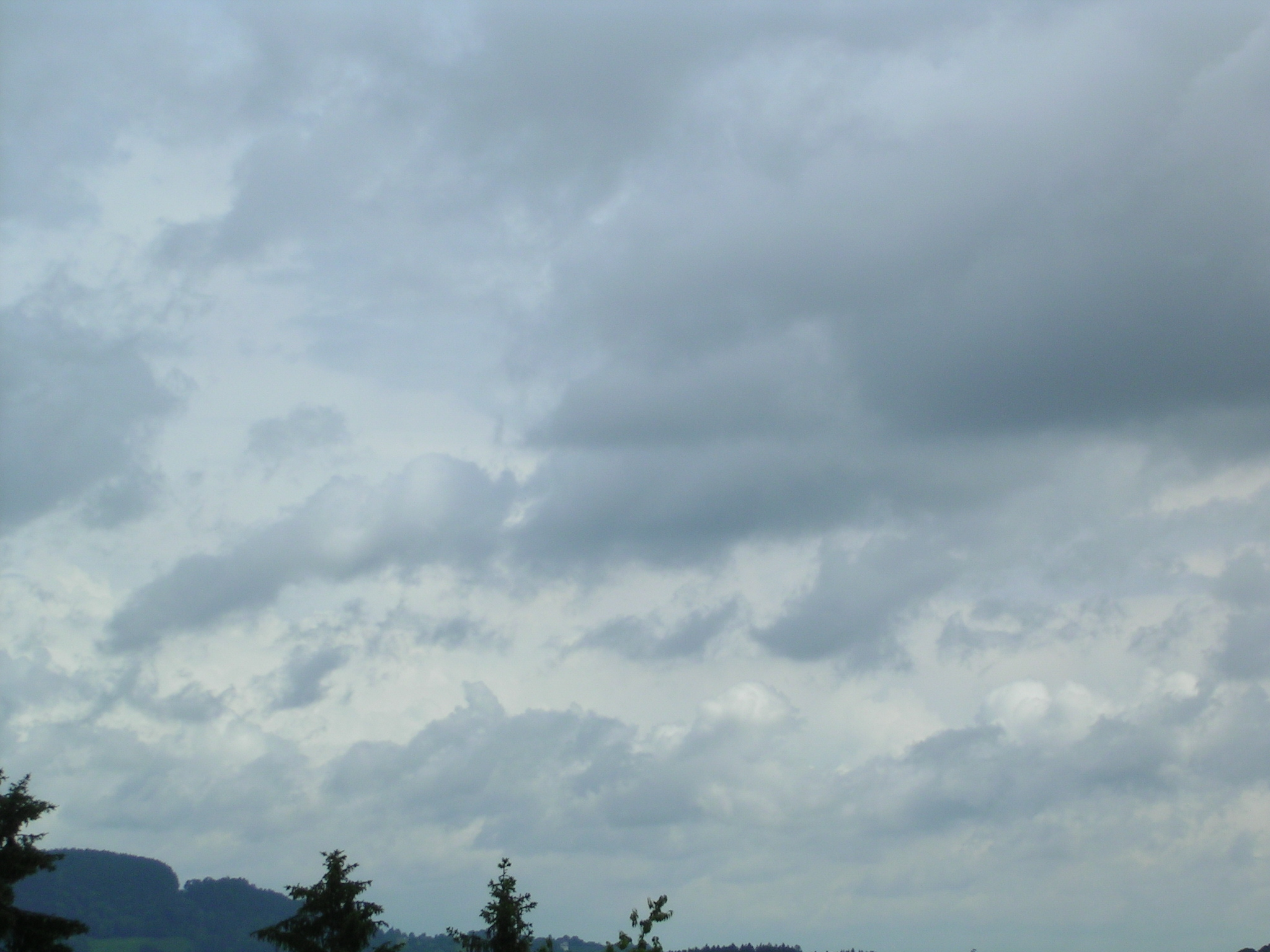
Cumulus fractus onder nimbostratus